# Pierre Desrochers (compositeur)
Pour les articles homonymes, voir Pierre Desrochers.
Pierre Desrochers, né en 1955, est un compositeur québécois et enseignant.

## Biographie
Pierre Desrochers est né en 1955 à Montréal. Il a enseigné en musique et postsynchronisation à l'Université du Québec à Montréal (UQAM), tout en composant la musique de films québécois. Il a notamment travaillé avec Nathalie Boileau qui a été sa collaboratrice à ses débuts. Ils ont collaboré dès les années 1990, notamment sur la composition des musiques des films de Denis Villeneuve, tels que Un 32 août sur terre sorti en 1998, ou Maelström, sorti en 2000 et présenté aux Oscars. Mais aussi dans les années 2000, par exemple sur La Vie avec mon père de Sébastien Rose ainsi que La Vie secrète des gens heureux de Stéphane Lapointe,,.

## Prix dont il est finaliste
Il est nommé à plusieurs reprises à des prix du cinéma au Canada. Ainsi, il est finaliste pour le prix de la meilleure musique originale au Gala du cinéma québécois (ex Prix Jutra) pour Un 32 août sur terre en 1999 , ainsi que  pour Québec-Montréal en 2003 .  Il est encore nommé pour le prix de la meilleure musique aux Prix Génie (devenu les Prix Écrans canadiens), pour en:La Sarrasine en 1992, pour Les Amoureuses en 1993 ainsi que pour La Vie secrète des gens heureux en 2007. Plusieurs de ces musiques ont été composées avec Nathalie Boileau, comme la musique d'Un 32 août sur terre ou celle de La Vie secrète des gens heureux.

## Filmographie
- 1991 : Mirrors of Time
- 1992 : La Sarrasine
- 1993 : Les Amoureuses
- 1998 : La Déroute
- 1998 : Un 32 août sur terre
- 2000 : From the Big Bang to Tuesday Morning
- 2000 : Maelström
- 2001 : La Femme qui boit
- 2002 : Mission banquise : Le voyage immobile (TV)
- 2002 : Québec-Montréal
- 2005 : La Vie avec mon père